# Säffle
Säffle este un oraș în Suedia.

## Demografie
| \| Evoluția demografică a zonei urbane Säffle, 1970–2015 \| Evoluția demografică a zonei urbane Säffle, 1970–2015 \| Evoluția demografică a zonei urbane Säffle, 1970–2015 \| Evoluția demografică a zonei urbane Säffle, 1970–2015 \| Evoluția demografică a zonei urbane Säffle, 1970–2015 \| \| --------------------------------------------------------------------------------------- \| ----------------------------------------------------- \| ----------------------------------------------------- \| ----------------------------------------------------- \| ----------------------------------------------------- \| \| An \| \| \| Locuitori \| \| \| 1970 \| 1970 \| \| 11.609 \| 11.609 \| \| 1975 \| 1975 \| \| 11.428 \| 11.428 \| \| 1980 \| 1980 \| \| 11.017 \| 11.017 \| \| 1990 \| 1990 \| \| 10.294 \| 10.294 \| \| 1995 \| 1995 \| \| 9.910 \| 9.910 \| \| 2000 \| 2000 \| \| 9.318 \| 9.318 \| \| 2005 \| 2005 \| \| 9.172 \| 9.172 \| \| 2010 \| 2010 \| \| 8.991 \| 8.991 \| \| 2015 \| 2015 \| \| 9.150 \| 9.150 \| \| Sursa: SCB - Statistika Centralbyrån, Folkmängden per tätort. Vart femte år 1960 - 2016 \| \| \| \| \| |      |  |           |        |
| Evoluția demografică a zonei urbane Säffle, 1970–2015 |      |  |           |        |
| An |      |  | Locuitori |        |
| 1970 | 1970 |  | 11.609    | 11.609 |
| 1975 | 1975 |  | 11.428    | 11.428 |
| 1980 | 1980 |  | 11.017    | 11.017 |
| 1990 | 1990 |  | 10.294    | 10.294 |
| 1995 | 1995 |  | 9.910     | 9.910  |
| 2000 | 2000 |  | 9.318     | 9.318  |
| 2005 | 2005 |  | 9.172     | 9.172  |
| 2010 | 2010 |  | 8.991     | 8.991  |
| 2015 | 2015 |  | 9.150     | 9.150  |
| Sursa: SCB - Statistika Centralbyrån, Folkmängden per tätort. Vart femte år 1960 - 2016 |      |  |           |        |